# Bahnhof Bertsdorf
Der Bahnhof Bertsdorf ist eine Betriebsstelle der Schmalspurbahn Zittau–Kurort Oybin und der hier abzweigenden Strecke nach Kurort Jonsdorf auf dem Gemeindegebiet von Olbersdorf in Sachsen. Der namensgebende Ort Bertsdorf liegt ungefähr zwei Kilometer entfernt in nordwestlicher Richtung.
Der Bahnhof wird heute von der Sächsisch-Oberlausitzer Eisenbahngesellschaft (SOEG) betrieben und zählt zu den wenigen der Sächsischen Schmalspurbahnen, der ein mechanisches Stellwerk besitzt. Die Abfahraufträge werden dem Zugpersonal mittels Leuchtzeichen am Stellwerk mitgeteilt. Der Lokschuppen diente jahrelang zur Unterstellung historisch wertvoller Fahrzeuge wie dem VT 137 322 und wird heute museal durch die Interessengemeinschaft Zittauer Schmalspurbahnen genutzt.

## Geschichte

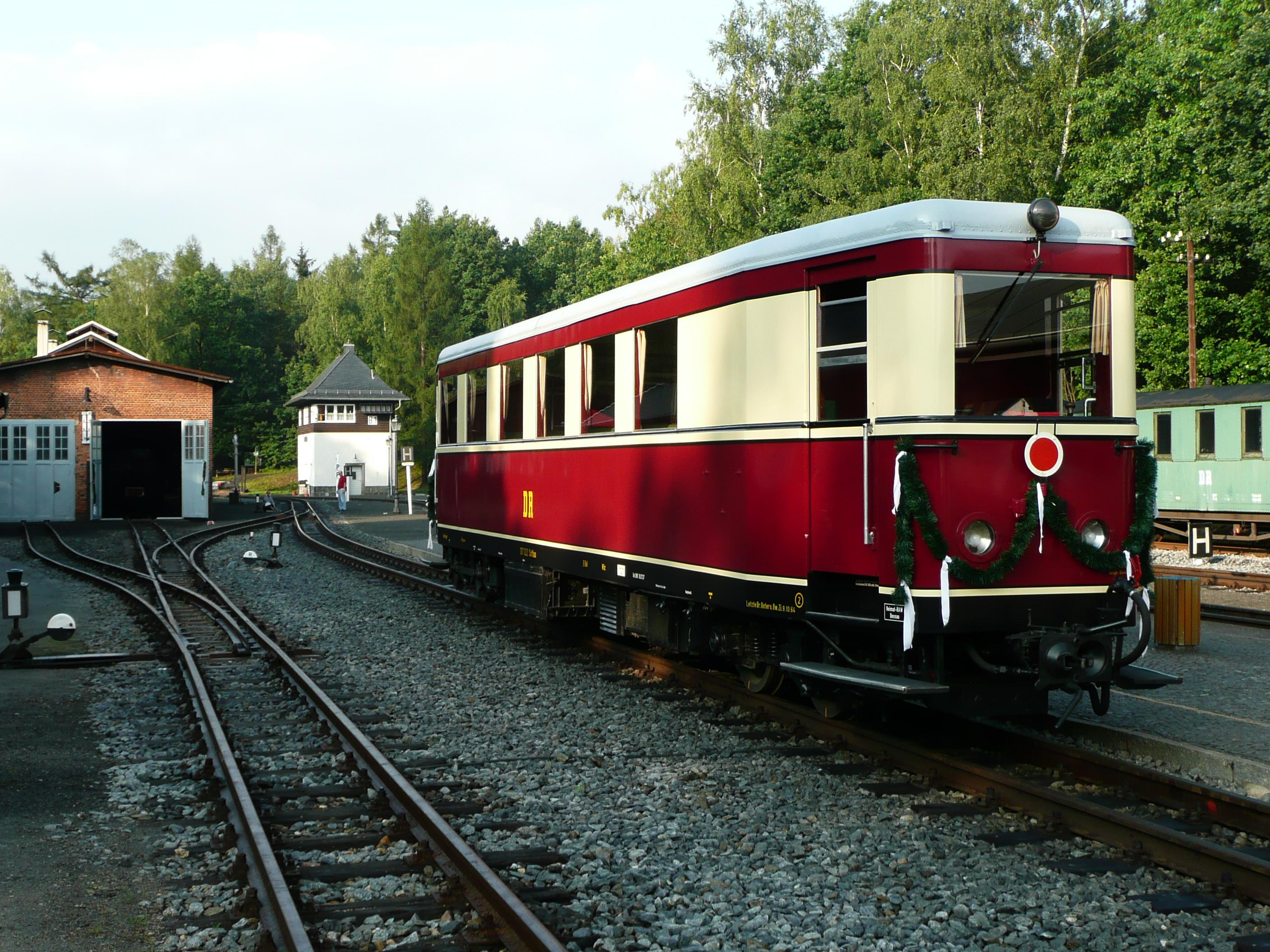
Blick auf den Lokschuppen und das Stellwerk

Als die beiden Strecken am 15. Dezember 1890 durch die Zittau-Oybin-Jonsdorfer Eisenbahn-Gesellschaft (ZOJE) eröffnet wurden, hatte der Bahnhof Bertsdorf im Wesentlichen schon seine heutige Form und Ausdehnung.
Von Anfang an war der Bahnhof auf den Ausflugsverkehr in das Zittauer Gebirge ausgerichtet. Güterverkehr hat es in den Anfangsjahren gegeben, jedoch nur in geringen Ausmaßen. Ab 1969 erreichte kein Güterzug mehr Bertsdorf. Demzufolge wurde das Empfangsgebäude in Bertsdorf ausgeführt. Es befindet sich als Inselbahnhof zwischen dem Gleis der Züge von Oybin nach Zittau und den übrigen Gleisen. Die Gleisanlagen waren auch für den 1913 fertig gestellten zweigleisigen Ausbau der Strecke zwischen Zittau Vorstadt und Oybin ausreichend gestaltet und wurden bis heute nur wenig verändert. Anschlussgleise sind nicht mehr vorhanden und einige Abstell- und Rangiergleise sind neu hinzugekommen. 1914 erhielt der Bahnhof eine U-förmige Überdachung, wodurch die Fahrgäste von dem in Richtung Zittau führenden Gleis überdacht die Gleise Richtung Jonsdorf erreichen konnten.
Seit Betriebsaufnahme war der Bahnhof Bertsdorf Zugleitstelle. Das wurde 1938 besonders zum Ausdruck gebracht, indem auf dem Bahnhof ein mechanisches Stellwerk errichtet wurde, in dem gleichzeitig der Fahrdienstleiter des Bahnhofes seinen Platz hat. Die Besonderheit dieses Stellwerkes ist die Möglichkeit der mechanischen Stellung aller Weichen im Bahnhof; Signale sind nicht vorhanden. Außerdem gehören zum Bahnhof noch einige Abstellgleise, Wirtschaftsgebäude und Eisenbahnwohnhäuser.
Nach dem Zweiten Weltkrieg entwickelte sich nach anfänglichen Schwierigkeiten erneut der Ausflugsverkehr in das Zittauer Gebirge mit respektablen Zuglängen, die den Bahnhof Bertsdorf an Kapazitätsgrenze der Bahnsteiglänge brachten. Der zweigleisige Betrieb nach Oybin war bereits während des Krieges eingestellt worden, auf dem Abschnitt von Zittau Vorstadt bis Bertsdorf wurde das zweite Gleis nach dem Krieg demontiert. Bis 1981 wurde der vereinfachte Nebenbahnbetrieb schrittweise eingeführt. Im Zuge der auf Braunkohle orientierten Energiepolitik der DDR sollte die Zittauer Schmalspurbahn Ende der 1980er Jahre dem Tagebau Olbersdorf zum Opfer fallen. Als Alternative zur Verkehrsanbindung des Zittauer Gebirges war der Bau einer elektrischen Straßenbahn vorgesehen. Aufgrund der Wende in der DDR und der nachfolgenden Einstellung des Braunkohlentagebaus wurden diese Planungen nicht umgesetzt. Nach einer gründlichen Gleissanierung ging die Zittauer Schmalspurbahn in das Eigentum der SOEG über. Heute ist der Bahnhof offener Museumsbahnhof. Sämtliche Anlagen können einmal im Monat öffentlich besucht werden.
Der Bahnhof ist aufgrund seiner baugeschichtlichen, verkehrshistorischen und technikgeschichtlichen Bedeutung denkmalgeschützt. Im Bahnhofsgebäude ist ein historischer Fahrkartenschalter erhalten, wo vom Betreiber auf Wunsch dicke im historischen Format hergestellte Papp-Fahrkarten abgestempelt werden können. Eine Gepäckannahme neben dem Bahnhofsgebäude ist ebenfalls für Interessenten zu besichtigen. Ein Bahnhofshotel (ein Originalnachbau des früheren Hotels) bietet den nostalgischen Bahnreisenden Unterkunft.

## Bahnsteige

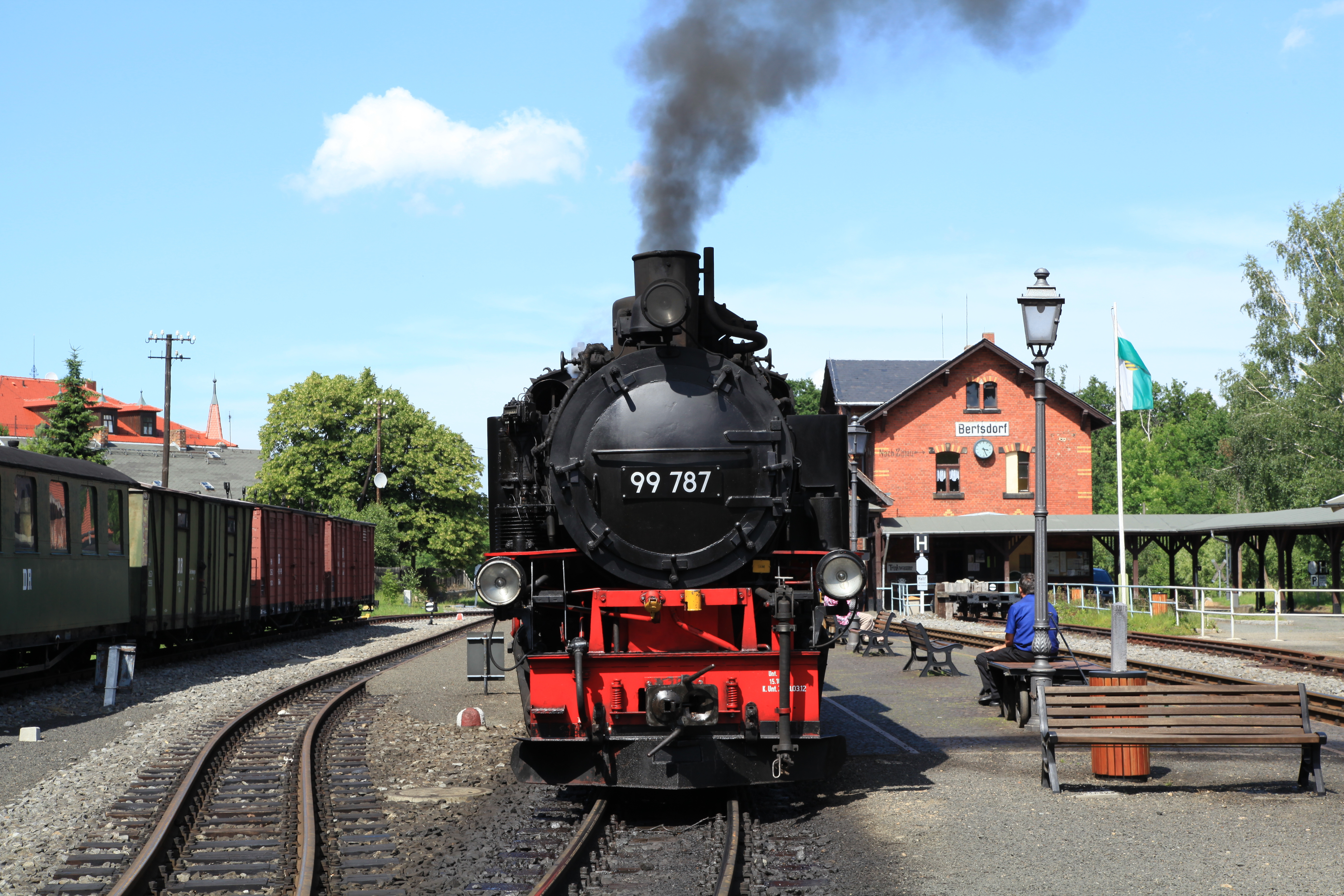
Blick auf die vier Bahnsteigs- und die zwei Abstellgleise

Der Bahnhof besitzt insgesamt vier Bahnsteiggleise, wovon drei westlich und eines östlich des Empfangsgebäudes liegt. Dazu bestehen zwei Abstellgleise für Wagengruppen neben dem Gleis Richtung Jonsdorf und neben dem Empfangsgebäude. Die Bahnsteiggleise sind U-förmig überdacht, die Überdachungen waren zur Anfangszeit der ZOJE noch nicht vorhanden.

## Lokschuppen

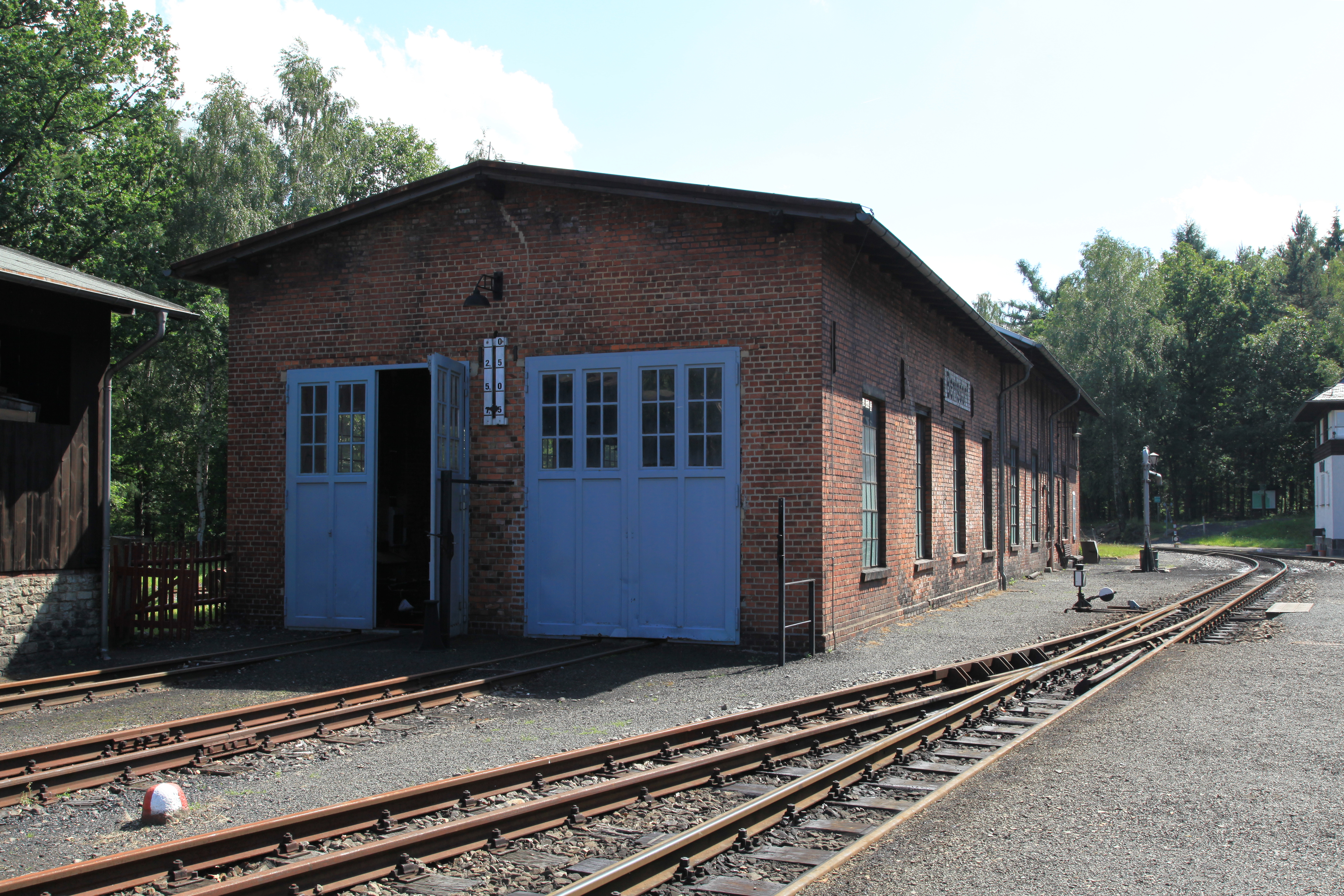
Lokschuppen (2013)

Bereits seit Betriebseröffnung existiert der Lokschuppen in Bertsdorf, als zu jener Zeit die Lokomotiven der ZOJE hier beheimatet waren. Erst ab 1910 wurden die Lokomotiven im Lokschuppen Zittau untergestellt. Seit der Zeit diente der Bertsdorfer Schuppen zur Unterstellung von Reservelokomotiven. Dafür wurde er 1911 und 1938 erweitert. 1939 kam ein Anbau hinzu. Geplant war, den Lokschuppen für die vier Triebwagen zu erweitern, diese Arbeiten wurden wegen des Zweiten Weltkrieges nicht mehr ausgeführt. Somit hat der Lokschuppen heute seine Ausdehnung wie 1938. Zwei Wasserkräne aus der Gründerzeit sind an den Gleisen nach Oybin und Jonsdorf aufgestellt.
Nach 1945 wurde der Lokschuppen zur Abstellung historisch wertvoller Fahrzeuge benutzt. Die zur Betriebserprobung in Zittau eingesetzten Diesellokomotiven wurden nach ihrer Ausmusterung im Lokschuppen Bertsdorf bis zu ihrer Verschrottung hinterstellt. Jahrelang waren der VT 137 322 und die 99 555 bis zu ihrer betriebsfähigen Wiederaufarbeitung zusammen mit der 99 4532 im Lokschuppen abgestellt.
Ab 1906 waren in Bertsdorf die Lokomotiven der ZOJE beheimatet. Das waren zuerst Lokomotiven der Reihe I K und ab 1909 der Reihe IV K. Ab dem Ersten Weltkrieg waren Lokomotiven der Reihe VI K und ab 1928 der DR-Baureihe 99.73–76 beheimatet.

## Nutzung seit den 1990er Jahren
Einmal im Monat können die Anlagen im Rahmen des offenen Museumsbahnhofes besichtigt werden. Dabei sind einige historische Lokomotiven und Sachzeugen ausgestellt (Stand um 2015). So befindet sich hier der originale VOMAG-Dieselmotor des VT 137 322. Der Interessenverband der Zittauer Schmalspurbahnen hat hier seinen Sitz. Zudem stehen auf einem Abstellgleis weitere Fahrzeuge aus dem Bestand der Deutschen Reichsbahn, die noch restauriert werden sollen.

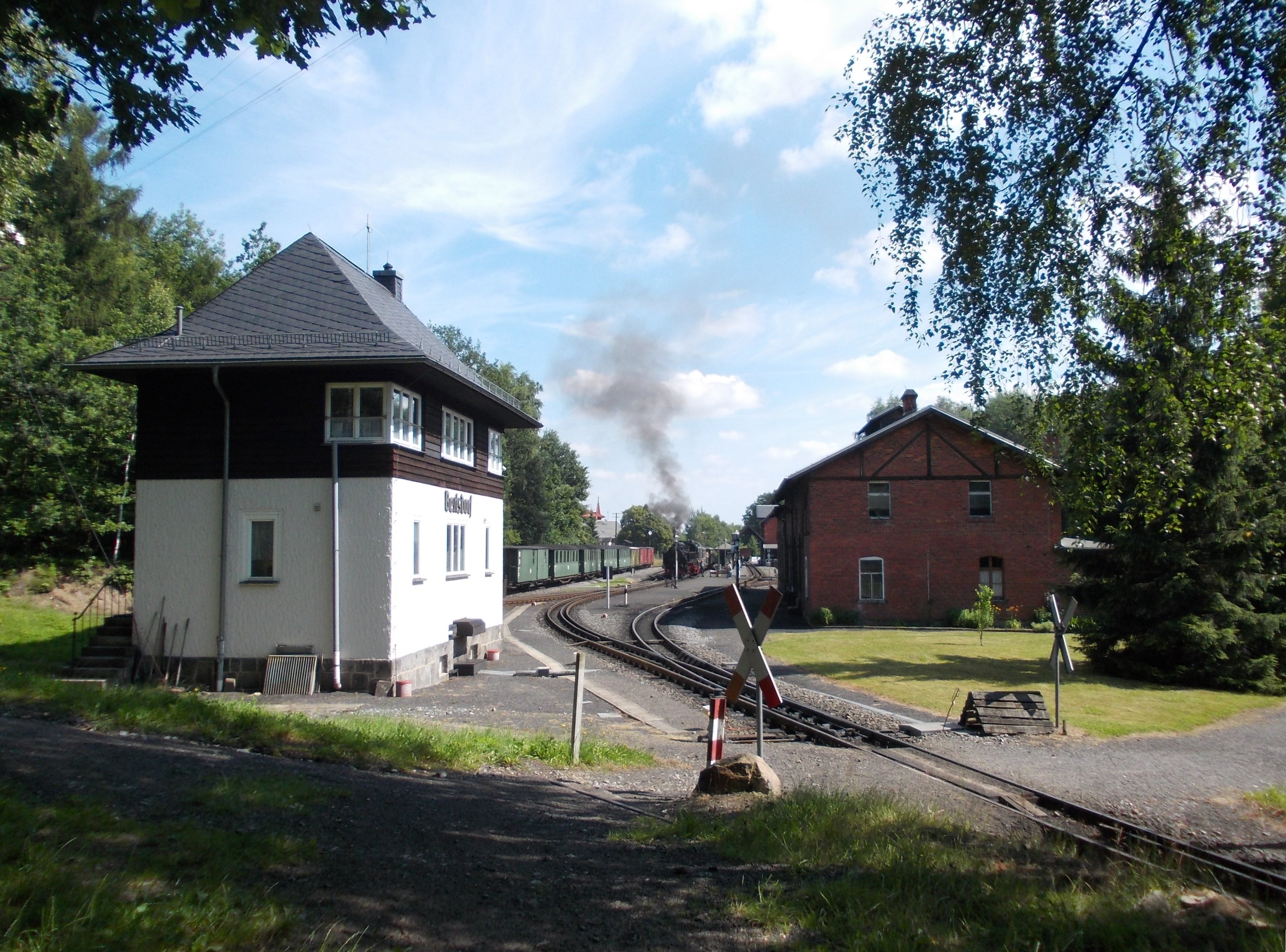
Blick auf Stellwerk und Lokschuppen vom Gleis aus Oybin
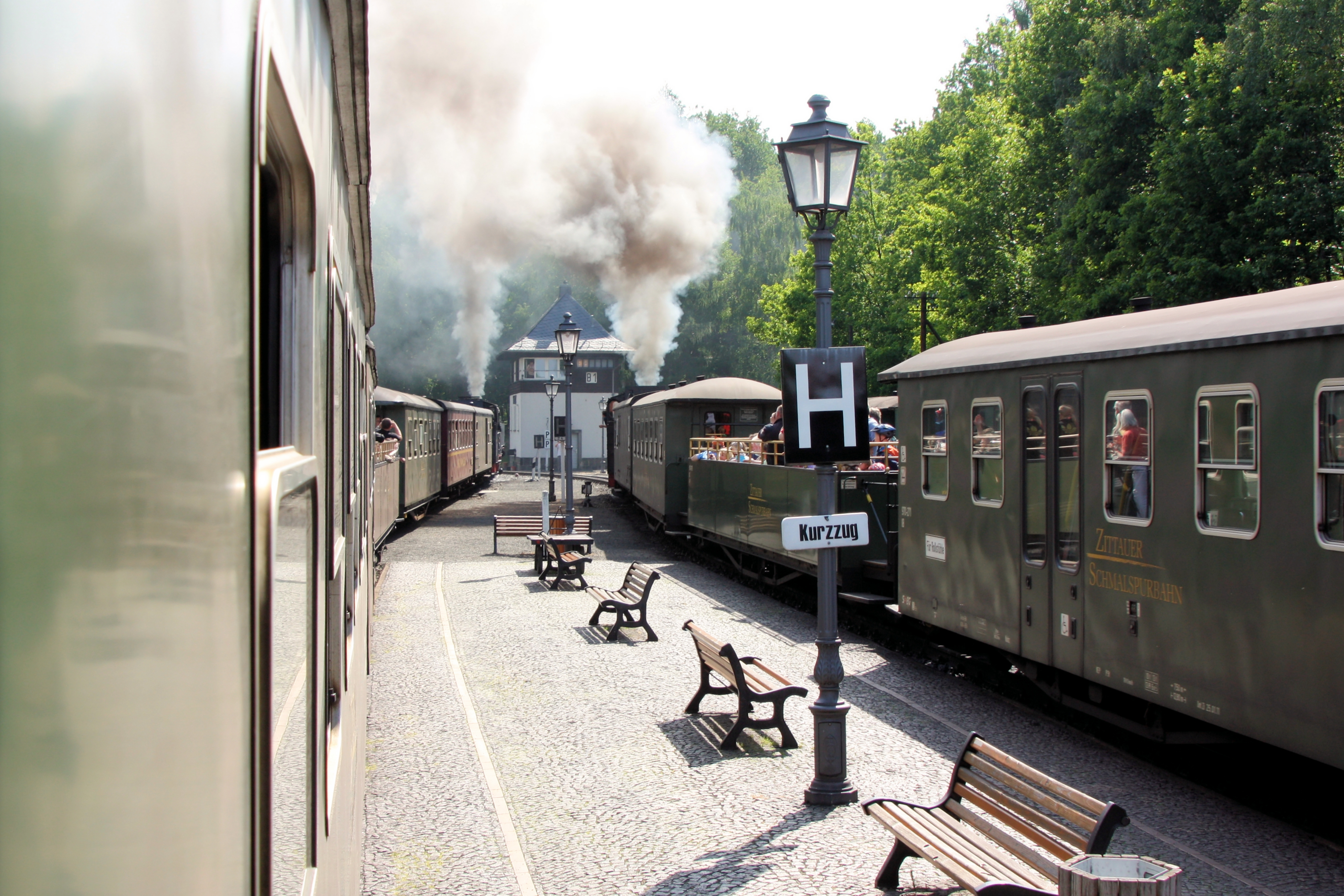
Doppelausfahrt in Bertsdorf mit dem Stellwerk im Hintergrund
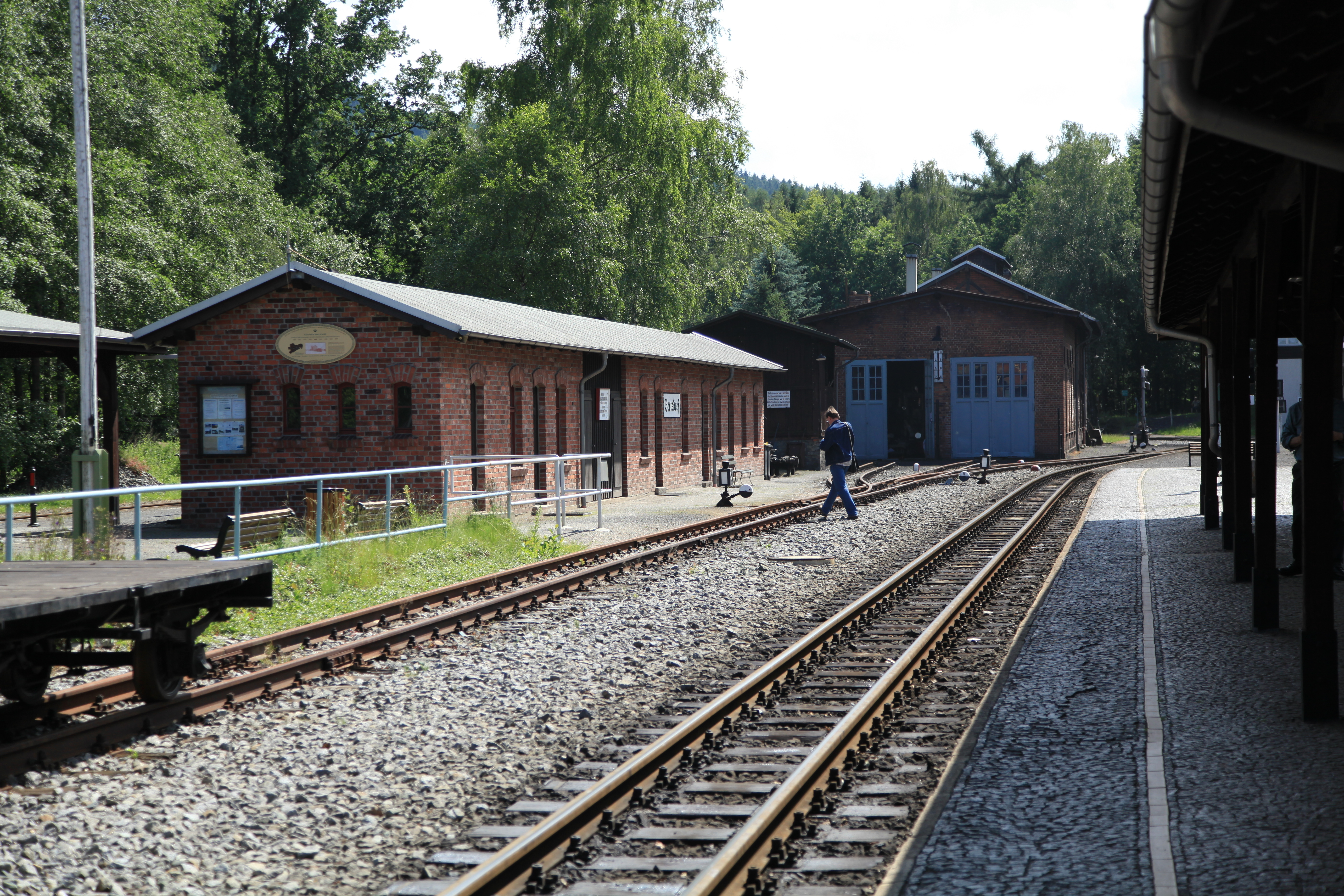
Lokschuppen, Kohleschuppen und Wirtschaftsgebäude im Bahnhof Bertsdorf
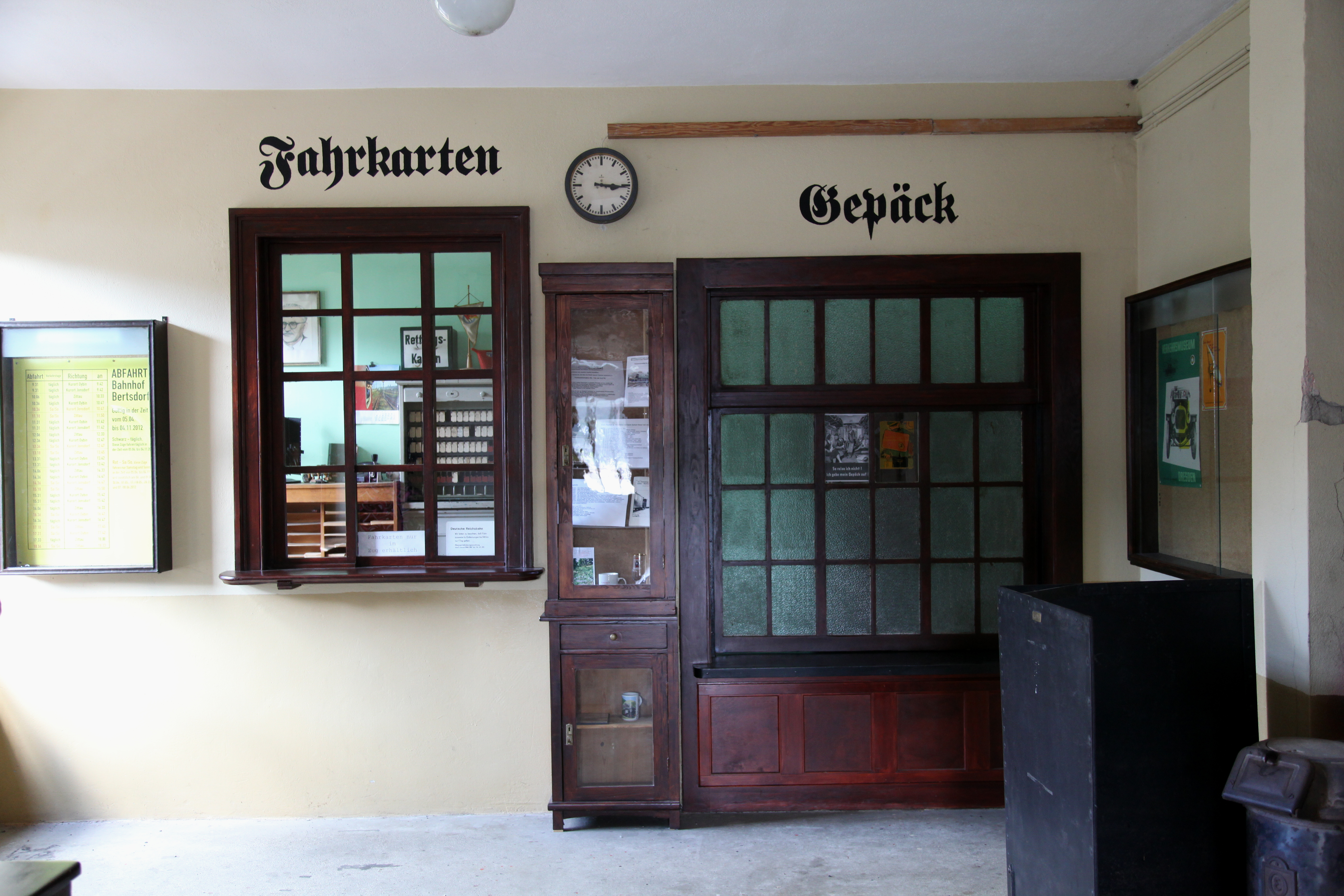
Inneres im Empfangsgebäude
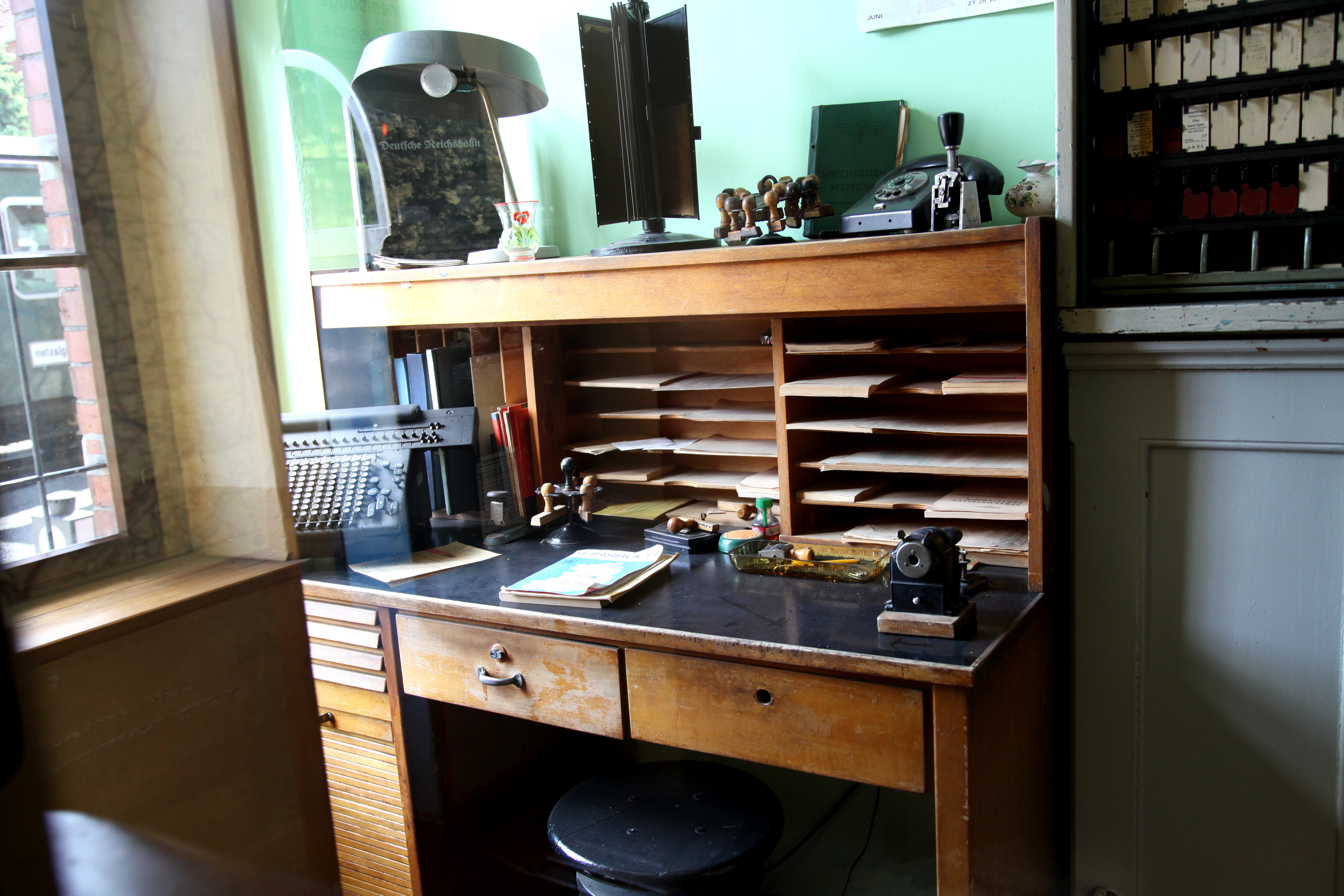
Dienstraum im Bahnhof Bertsdorf
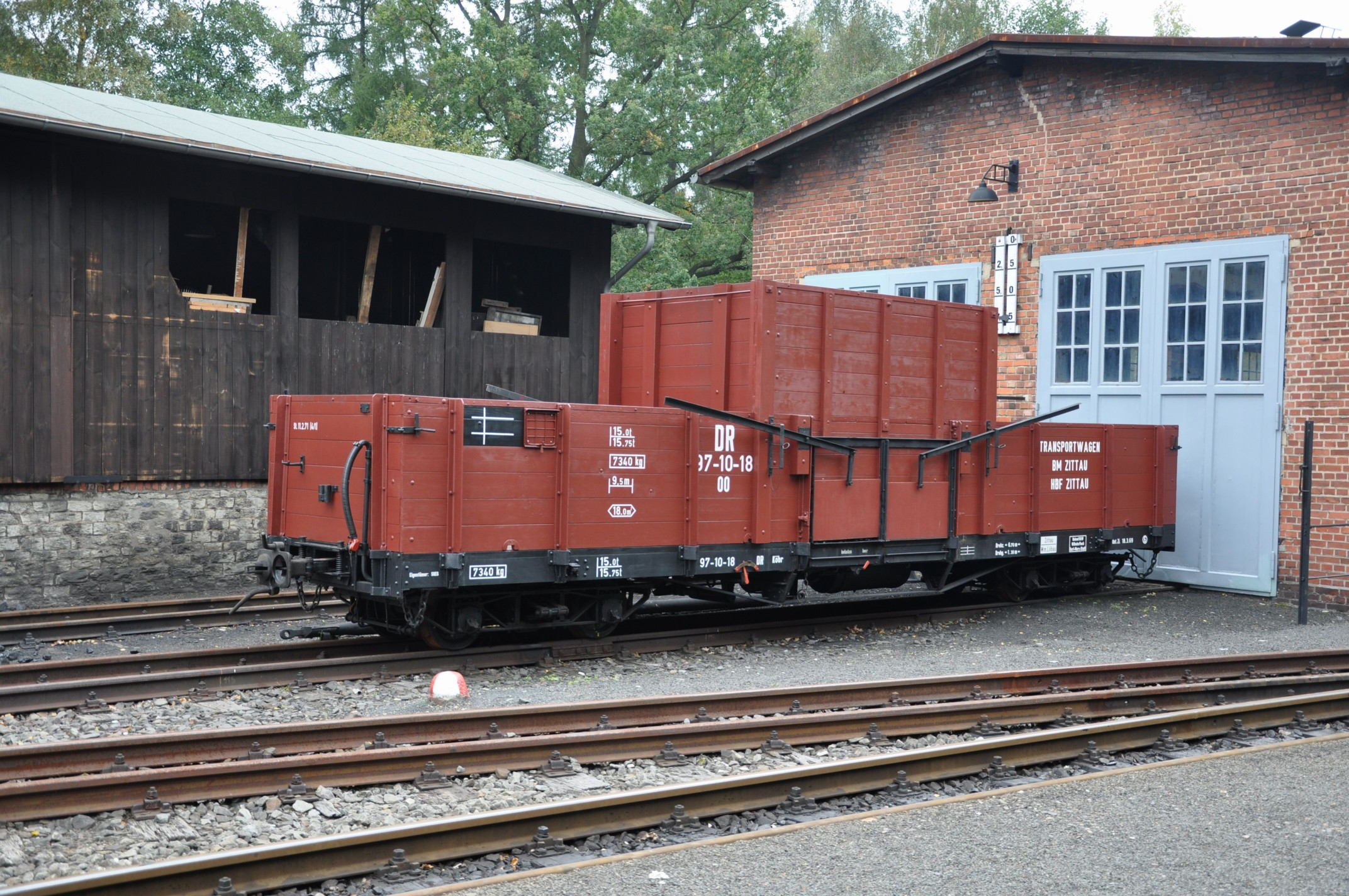
Offener Güterwagen vor dem Lokschuppen